# Kaleo
A Kaleo egy izlandi Blues-rock banda. Az együttest 2012-ben alapították Mosfellsbær városában.

## Diszkográfia

### Stúdióalbumok
- Kaleo (2013)
- A/B (2016)
- Surface Sounds (2020)
- MIxed emotions (2025)

### Kislemezek

#### 2013
- Vor í Vaglaskógi
- Glass House
- Automobile
- Broken Bones
- Rock n' Roller

#### 2014
- I Walk On Water
- All the Pretty Girls

#### 2015
- Way Down We Go
- No Good

#### 2016
- I Can't Go On Without You

#### 2020
- I Want More
- Break My Baby
- Alter Ego
- Backbone

#### 2021
- Skinny

#### 2022
- Backbone
- I Want More

#### 2024
- Lonely Cowboy

#### 2025
- Back Door